# Michael Maar
Compléments
Académie allemande pour la langue et la littérature, Académie bavaroise des beaux-arts
Michael Maar, né le 17 juillet 1960 à Stuttgart, est un germaniste, écrivain et critique littéraire allemand.

## Biographie
Michael Maar obtient le prix Heinrich Mann en 2010.

## Œuvres traduites en français
- D’une « Lolita » l’autre : Heinz von Lichberg et Vladimir Nabokov [« Lolita und der deutsche Leutnant »], trad. d'Ursula Bühler, Genève, Suisse, Librairie Droz, 2006, 99 p.  (ISBN 2-600-00536-6)